# Intuicjonistyczny rachunek zdań
Intuicjonistyczny rachunek zdań, INT, w wersji inwariantnej – rachunek zdaniowy w języku
klasycznego rachunku zdań z regułą odrywania jako jedyną pierwotną regułą wnioskowania oraz aksjomatami następującej postaci:
| Ax{\displaystyle _{1}} {\displaystyle \alpha \to (\beta \to \alpha )}                                                     | prawo poprzedzania                  |
| Ax{\displaystyle _{2}} {\displaystyle [\alpha \to (\beta \to \gamma )]\to [(\alpha \to \beta )\to (\alpha \to \gamma )]}  | sylogizm Fregego                    |
| Ax{\displaystyle _{3}} {\displaystyle \alpha \wedge \beta \to \alpha }                                                    | prawo opuszczania koniunkcji, 1.    |
| Ax{\displaystyle _{4}} {\displaystyle \alpha \wedge \beta \to \beta }                                                     | prawo opuszczania koniunkcji, 2.    |
| Ax{\displaystyle _{5}} {\displaystyle (\alpha \to \beta )\to [(\alpha \to \gamma )\to (\alpha \to \beta \wedge \gamma )]} | prawo wprowadzania koniunkcji       |
| Ax{\displaystyle _{6}} {\displaystyle \alpha \to \alpha \vee \beta }                                                      | prawo wprowadzania alternatywy, 1.  |
| Ax{\displaystyle _{7}} {\displaystyle \beta \to \alpha \vee \beta }                                                       | prawo wprowadzania alternatywy, 2.  |
| Ax{\displaystyle _{8}} {\displaystyle (\beta \to \alpha )\to [(\gamma \to \alpha )\to (\beta \vee \gamma \to \alpha )]}   | prawo łączenia implikacji           |
| Ax{\displaystyle _{9}} {\displaystyle (\alpha \leftrightarrow \beta )\to (\alpha \to \beta )]}                            | prawo opuszczania równoważności, 1. |
| Ax{\displaystyle _{10}} {\displaystyle (\alpha \leftrightarrow \beta )\to (\beta \to \alpha )]}                           | prawo opuszczania równoważności, 2. |
| Ax{\displaystyle _{11}} {\displaystyle (\alpha \to \beta )\to [(\beta \to \alpha )\to (\alpha \leftrightarrow \beta )]}   | prawo wprowadzania równoważności    |
| Ax{\displaystyle _{12}} {\displaystyle \alpha \to (\neg \alpha \to \beta )}                                               | prawo przepełnienia                 |
| Ax{\displaystyle _{13}} {\displaystyle (\alpha \to \neg \alpha )\to \neg \alpha }                                         | prawo redukcji do absurdu           |
Zwracamy uwagę na brak (silnego) prawa podwójnego przeczenia: {\displaystyle \neg \neg p\to p,} którego dodanie do aksjomatyki INT tworzy aksjomatykę klasycznego rachunku zdań.
W rachunku intuicjonistycznym dowodliwe są m.in. następujące formuły:
| 1. | {\displaystyle p\to p}                                              | prawo identyczności               |
| 2. | {\displaystyle p\to \neg \neg p}                                    | słabe prawo podwójnego przeczenia |
| 3. | {\displaystyle (p\to q)\to (\neg q\to \neg p)}                      | słabe prawo kontrapozycji         |
| 4. | {\displaystyle (p\to \neg q)\to (q\to \neg p)}                      | słabe prawo transpozycji          |
| 5. | {\displaystyle \neg (p\vee q)\leftrightarrow (\neg q\wedge \neg p)} | prawo de Morgana, 2.              |
| 6. | {\displaystyle (p\to q)\to [(q\to s)\to (p\to s)]}                  | prawo przechodniości              |
| 7. | {\displaystyle [p\to (q\to s)]\to (p\wedge q\to s)}                 | prawo importacji                  |
| 8. | {\displaystyle (p\wedge q\to s)\to [p\to (q\to s)]}                 | prawo eksportacji                 |
Dla przykładu zaprezentujemy dowód formuł 1. i 2. w rachunku INT:
Prawo identyczności{\displaystyle p\to p}
| 1. | {\displaystyle p\to [(p\to p)\to p]}                                        | Ax{\displaystyle _{1}} |
| 2. | {\displaystyle \{p\to [(p\to p)\to p]\}\to \{[p\to (p\to p)]\to (p\to p)\}} | Ax{\displaystyle _{2}} |
| 3. | {\displaystyle [p\to (p\to p)]\to (p\to p)}                                 | reguła odrywania: 1,2  |
| 4. | {\displaystyle p\to (p\to p)}                                               | Ax{\displaystyle _{1}} |
| 5. | {\displaystyle p\to p}                                                      | reguła odrywania: 3,4  |
Słabe prawo podwójnego przeczenia{\displaystyle p\to \neg \neg p}
| 1. | {\displaystyle (\neg p\to \neg \neg p)\to \neg \neg p}                                                                       | Ax{\displaystyle _{13}} |
| 2. | {\displaystyle [(\neg p\to \neg \neg p)\to \neg \neg p]\to \{p\to [(\neg p\to \neg \neg p)\to \neg \neg p]\}}                | Ax{\displaystyle _{1}}  |
| 3. | {\displaystyle p\to (\neg p\to \neg \neg p)\to \neg \neg p}                                                                  | reguła odrywania: 1,3   |
| 4. | {\displaystyle \{p\to [(\neg p\to \neg \neg p)\to \neg \neg p\}\to \{[p\to (\neg p\to \neg \neg p)]\to (p\to \neg \neg p)\}} | Ax{\displaystyle _{2}}  |
| 5. | {\displaystyle [p\to (\neg p\to \neg \neg p)]\to (p\to \neg \neg p)}                                                         | reguła odrywania: 3,4   |
| 6. | {\displaystyle p\to (\neg p\to \neg \neg p)}                                                                                 | Ax{\displaystyle _{12}} |
| 7. | {\displaystyle p\to \neg \neg p}                                                                                             | reguła odrywania: 5,6   |
Narzędziem, które znakomicie przyspiesza proces dowodzenia, że pewne formuły są tezami INT jest następujące twierdzenie o dedukcji:
Twierdzenie o dedukcji
{\displaystyle \alpha \to \beta \in {\textrm {Cn}}_{i}(X)\;\;\iff \;\;\beta \in {\textrm {Cn}}_{i}(X\cup \{\alpha \})}
gdzie {\displaystyle {\textrm {Cn}}_{i}(X)} oznacza zbiór formuł dowodliwych w INT ze zbioru założeń {\displaystyle X.}
Jako ilustrację tego twierdzenia wykażemy dowodliwość w INT prawa przechodniości dla implikacji (p. 6. – wyżej):
| 1. | {\displaystyle q\in {\textrm {Cn}}_{i}(\{p\to q,\,q\to s,\,p\})}                     | reguła odrywania: {\displaystyle p\to q,\,p} |
| 2. | {\displaystyle s\in {\textrm {Cn}}_{i}(\{p\to q,\,q\to s,\,p\})}                     | reguła odrywania: {\displaystyle q\to s,\,q} |
| 3. | {\displaystyle p\to s\in {\textrm {Cn}}_{i}(\{p\to q,\,q\to s\})}                    | twierdzenie o dedukcji                       |
| 4. | {\displaystyle (q\to s)\to (p\to s)\in {\textrm {Cn}}_{i}(\{p\to q\})}               | twierdzenie o dedukcji                       |
| 5. | {\displaystyle (p\to q)\to [(q\to s)\to (p\to s)]\in {\textrm {Cn}}_{i}(\emptyset )} | twierdzenie o dedukcji                       |

Dowód tego faktu bez użycia twierdzenia o dedukcji zajmuje ponad 20 linii.
Przestrzegamy przy tym, że użycie twierdzenia o dedukcji pokazuje, iż istnieje dowód danej formuły w rachunku INT, nie wskazując jednak tego dowodu explicite.
Twierdzenie o dedukcji w przedstawionej wyżej formie nazywa się także czasem klasycznym twierdzeniem o dedukcji w odróżnieniu od następującego
uogólnionego twierdzenia o dedukcji:
Uogólnione twierdzenie o dedukcji
1. {\displaystyle {\textrm {Cn}}_{i}(X\cup \{\alpha \lor \beta \})={\textrm {Cn}}_{i}(X\cup \{\alpha \})\cap {\textrm {Cn}}_{i}(X\cup \{\beta \})}
2. {\displaystyle {\textrm {Cn}}_{i}(X\cup \{\alpha \land \beta \})={\textrm {Cn}}_{i}(X\cup \{\alpha ,\beta \})}
3. {\displaystyle \neg \alpha \in {\textrm {Cn}}_{i}(X)\;\;\iff \;\;X\cup \{\alpha \}{\mbox{ jest sprzeczny}}}

gdzie zbiór formuł jest sprzeczny oznacza, że można wywieść z niego dowolną formułę języka rachunku zdań.
jako przykład użycia tej wersji twierdzenia o dedukcji, wykażemy dowodliwość w INT prawa importacji (p. 7. – wyżej)
oraz tzw. słabego prawa kontrapozycji: {\displaystyle (p\to q)\to (\neg q\to \neg p)}
Prawo importacji
| 1. | {\displaystyle s\in {\textrm {Cn}}_{i}(\{p\to (q\to s),\,p,\,q\})={\textrm {Cn}}_{i}(\{p\to (q\to s),\,p\land q\})} |
| 2. | {\displaystyle p\land q\to s\in {\textrm {Cn}}_{i}(\{p\to (q\to s)\})}                                              |
| 3. | {\displaystyle [p\to (q\to s)]\to (p\land q\to s)\in {\textrm {Cn}}_{i}(\emptyset )}                                |
Słabe prawo kontrapozycji
| 1. | {\displaystyle q,\,\lnot q\in {\textrm {Cn}}_{i}(\{p\to q,\,\lnot q,\,p\})}        |
| 2. | {\displaystyle \{p\to q,\,\lnot q,\,p\}{\mbox{ jest sprzeczny }}}                  |
| 3. | {\displaystyle \lnot p\in {\textrm {Cn}}_{i}(\{p\to q,\,\lnot q\})}                |
| 4. | {\displaystyle \lnot q\to \lnot p\in {\textrm {Cn}}_{i}(\{p\to q\})}               |
| 5. | {\displaystyle (p\to q)\to (\lnot q\to \lnot p)\in {\textrm {Cn}}_{i}(\emptyset )} |
Zarówno klasyczne twierdzenie o dedukcji, jak i jego uogólniona wersja prawdziwe są w klasycznym rachunku zdań.